# 중화인민공화국의 원조로 세워진 극장 목록
중화인민공화국의 외국에 대한 극장, 오페라 하우스, 기타 문화 시설 건설은 중화인민공화국의 대외 원조 프로그램의 일환이다. 2009년 중화인민공화국이 발표한 토목 건설 분야의 원조 프로젝트에 대한 백서에 따르면, 문화 시설 건설은 수혜국에 대한 중화인민공화국의 보조금 또는 무이자 대출로 건설된 총 2,025개 프로젝트 중 하나로 확인되었다.
- 틀:나라자료 Algeria

스리랑카의 넬룸 포쿠나 마힌다 라자팍사 극장

  - 알제리 알제의 국립 오페라 하우스는 중화인민공화국이 알제리에 4천만 달러를 기부하여 건설 중이다.[2] 1400석 규모의 이 극장의 주춧돌은 2012년 11월에 열린 기공식에서 놓였다.[2]
- 틀:나라자료 Cameroon
  - 야운데 팔레 데 콩그레는 중화인민공화국이 건설하여 1982년에 개관했다. 이 극장은 1,500석 규모의 다목적 공연장으로, "국내 최고의 음향 및 조명 설비를 갖춘 최첨단 무대"를 자랑한다.[3]
- 틀:나라자료 Ghana
  - 아크라의 국립극장은 중화인민공화국의 건설 이후 1993년 1월에 개관했다.[4] 이 극장은 중화인민공화국의 대출로 건설되었으며, 이 대출은 2007년에 취소되어 사실상 증여가 되었다. 중화인민공화국은 가나의 황금 희년 기념행사를 위해 극장을 개보수하는 데 2백만 달러를 추가로 지원했다.
  - 레곤의 가나 대학교에 있는 드라마 스튜디오는 국립극장의 원래 사업의 일환으로 이 프로그램 하에 건설되었다.[4]
- 틀:나라자료 Mauritius
  - 로즈힐의 플라자 극장은 2008년에 중화인민공화국이 무이자 대출 형태로 제공한 자금을 사용하여 개조되었다.[5]
- 틀:나라자료 Senegal
  - 다카르의 그랜드 극장은 컴플랜트가 2008년부터 2011년까지 증여 형태로 건설했다.[6] 6층짜리 1800석 규모의 이 극장은 160억 CFA 프랑의 비용으로 건설되었으며, 이 중 중화인민공화국이 140억 CFA 프랑을 부담하고 세네갈이 나머지를 부담했다.[6]
  - 다카르에 위치한 흑인 문명 박물관 건설은 중화인민공화국이 제공한 3천만 달러의 보조금으로 2011년에 시작되었다.[7] 이 프로젝트의 계약자는 상하이 건설 그룹이다.
- 틀:나라자료 Somalia
  - 소말리아 국립극장은 1967년 중화인민공화국이 소말리아에 선물로 지어주었다.[8]
- 틀:나라자료 Sri Lanka
  - 넬룸 포쿠나 마힌다 라자팍사 극장은 콜롬보에 있는 극장으로, 스리랑카와의 관계 강화를 위해 중화인민공화국이 2011년에 선물로 지어주었다.[9] 1288석 규모의 이 극장 건설은 옌젠 그룹이 담당했다.[9]
- 틀:나라자료 Trinidad and Tobago
  - 포트오브스페인의 국립 공연 예술 아카데미